# Kanton Lens-Nord-Ouest
Kanton Lens-Nord-Ouest (francouzsky Canton de Lens-Nord-Ouest) byl francouzský kanton v departementu Pas-de-Calais v regionu Nord-Pas-de-Calais. Tvořily ho dvě obce. Zrušen byl po reformě kantonů 2014.

## Obce kantonu
- Lens (severozápadní část)
- Loos-en-Gohelle